# Hindri
Hindri (Indaravati, col·loquialment Handri del qual deriva Hindri) és un riu a Andhra Pradesh, Índia, afluent del Tungabhadra. Neix al poble de Maddikerra i després d'un curs de 145 km desaigua al Tungabhadra prop de Karnool a 15° 50′ N, 78° 09′ E / 15.833°N,78.150°E.
És un riu amb poca aigua excepte en època de pluges. Un canal anomenat Sunkesala porta aigua del riu a la ciutat de Kurnool.